# Kouekong Stadium
Kouekong Stadium – wielofunkcyjny stadion w Bafoussam, w Kamerunie. Jest używany głównie do meczów piłki nożnej, ale posiada także bieżnię lekkoatletyczną. Stadion może pomieścić 20 000 osób. Oficjale otwarcie odbyło się 30 kwietnia 2016 roku. Obiekt będzie jedną z aren Pucharu Narodów Afryki w 2021 roku.